# بيتر تاتاي
بيتر تاتاي (بالمجرية: Tatai Péter)‏ مواليد 23 يونيو 1983 في المجر، هو لاعب كرة يد مجري يلعب كحارس مرمى. يلعب حاليا مع مينور بايا ماري. مثل منتخب المجر لكرة اليد.

## المسيرة الاحترافية
لعب مع نادي فيسبرم لكرة اليد من سنة 2005 إلى 2008، ثم لعب مع نادي دونكيرك لكرة اليد في الدوري الفرنسي من سنة 2008 إلى 2010، ثم انضم إلى مينور بايا ماري في الدوري الروماني في سنة 2014.

## سجل المنافسة
شارك في البطولات التالية:
- بطولة العالم لكرة اليد للرجال 2007
- بطولة العالم لكرة اليد للرجال 2013
- بطولة أوروبا لكرة اليد للرجال 2014

## الإنجازات
- الدوري المجري لكرة اليد:
  - الفوز: 2006، 2008
  - الميدالية الفضية: 2007، 2011، 2012، 2013، 2014
- الدوري الروماني لكرة اليد:
  - الفوز: 2014–15
- كأس أبطال الكؤوس الأوروبية لكرة اليد:
  - الفوز: 2008
- كأس أوروبا لكرة اليد:
  - الفوز: 2014
- دوري أبطال أوروبا لكرة اليد:
  - نصف النهائي: 2006

## روابط خارجية
- بيتر تاتاي على موقع الاتحاد الأوروبي لكرة اليد (الإنجليزية)